# Alessia Piovan
Alessia Piovan (Noventa Vicentina, 20 maggio 1985) è una modella e attrice italiana, di madre belga e di padre italiano.

## Biografia
Ha cominciato la carriera di modella a Milano all'età di 17 anni, lavorando come testimonial per Barbara, Colmar, Marks & Spencer, Alviero Martini, Abercrombie & Fitch, Lavazza , Romeo Gigli occhiali, Ungaro occhiali, Caroll International, Patek Philippe, Schwarzkopf e molti altri. Alessia ha lavorato nelle più grandi città della moda del mondo. Vissuta per un anno a Parigi, la modella continua a muoversi fra Milano, Londra e New York. Oggi Alessia vive a New York. Ha posato per grandi fotografi come Bruce Weber, Peter Lindbergh, Annie Leibovitz, Kenneth Willardt, Bruno Barbazan e altri ancora.
Nel 2007 fa il suo esordio sul grande schermo nel film La ragazza del lago, regia di Andrea Molaioli. Ha posato per il calendario Lavazza 2009 fotografata da Annie Leibovitz ed è stata testimonial della campagna contro l'anoressia per le sfilate di Milano della stagione P-E 2009. Sempre nel 2009, insieme al fotomodello Paul Sculfor, affianca Paolo Bonolis e Luca Laurenti nella conduzione della prima serata del Festival di Sanremo. Nel novembre 2009 è uscito il suo secondo film, Nine, un musical ispirato all'omonimo musical di Broadway, ispirato a sua volta dal capolavoro di Federico Fellini 8½. La modella e attrice è stata protagonista a marzo 2010 del nuovo spot pubblicitario del marchio Pompea. Oggi è il volto di Schwarzkopf. A maggio 2014 è uscito il suo terzo film, Cam Girl, diretto da Mirca Viola.

## Filmografia
- La ragazza del lago, regia di Andrea Molaioli (2007)
- Nine, regia di Rob Marshall (2009)
- Cam Girl, regia di Mirca Viola (2014)
- Engranages 7, regia di Jean Philippe Amar (2019)